# ای‌تی‌پی چلنجر تور

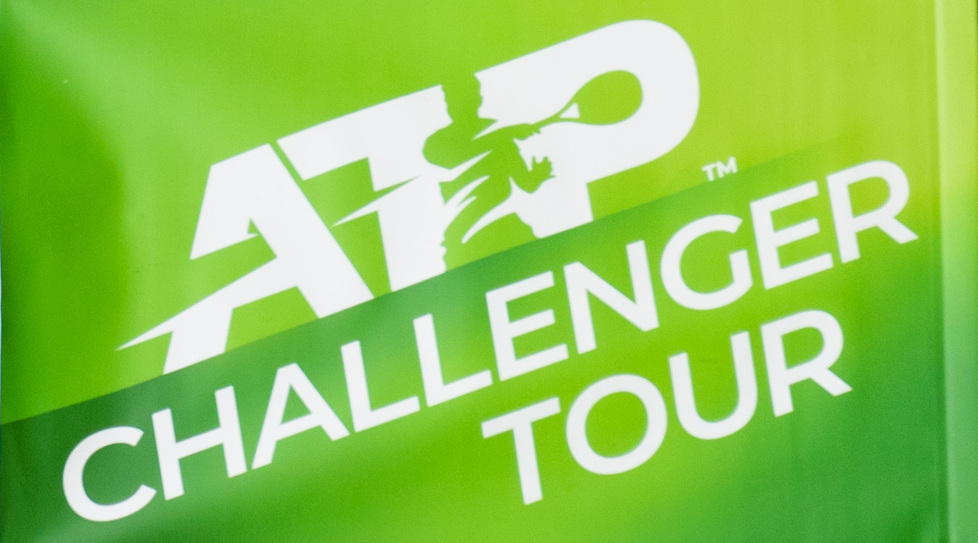
عکسی از تابلوی ATP Challenger Tour که در طول یک تورنمنت چمنی به تور متصل شده است.

ای‌تی‌پی چلنجر تور (به انگلیسی: ATP Challenger Tour) از زیرمجموعهٔ رقابت‌های حرفه‌ای بین‌المللی تنیس است که از سوی انجمن تنیس حرفه‌ای در ردهٔ مردان برگزار می‌شود.
تورنمنت ای‌تی‌پی چلنجر تور از مسابقات ای‌تی‌پی ورلد تور یک رده پایین‌تر است.